# یوانیس توپالیدیس
یوانیس توپالیدیس (به یونانی: Ιωάννης Τοπαλίδης) یک بازیکن فوتبال سابق و سرمربی کنونی اهل یونان است.
او سابقه حضور در فوتبال ایران را به عنوان سرمربی باشگاه فوتبال راه‌آهن در لیگ برتر خلیج فارس را داشته است.